# イルジ・ホラーチェク

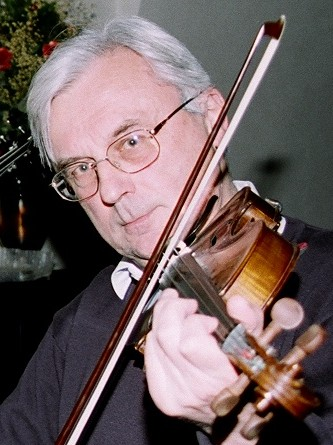

Prof. RNDr. イジ ホラーチェク, DrSc. (*  1945年2月2日 - ノヴァー・パカ出身）は、チェコ共和国の理論物理学者  カレル大学教授。 2003年から2011年までカレル大学プラハ理論物理学研究所所長。理論原子物理学の研究に従事し電子分子衝突とその過程を専門としている。

## 人物
1945年2月2日、チェコ共和国ノヴァー・パカに、事務員で町のソコル運動グループ長イルジ ホラーチェクと音楽ピアノ教師マルタ ホラーチェク（パーター）の息子として生まれる。1963年の高校卒業までノヴァー・パカで過ごす。ヨセフ ムジカにバイオリンを師事。以来バイオリン演奏が趣味である。リバのクリスマスミサにて、弦楽四重奏に参加。
1963年カレル大学物理学部入学。同大学大学院まで、ヨゼフ クワスニツァ教授研究室にて研究に携わる。卒業論文「電子および原子衝突理論」。その後1年の兵役を終え、大学院課程数学物理研究科、理論物理学専攻に入学する。1972年論文「位相方程式の新な形」にて理学博士（RNDr.)、1975年論文「3-粒子散乱の理論への貢献」にて博士（CSc.)学位取得。

## 日本との研究交流
1979年から1981年、東北大学笹川教授研究室研究員。原子物理学における連分数の方法を開発。この共同研究により、論文－'Physical Review A'を発表。日本では、空手も学ぶ。黒帯初段習得。この事により、チェコスロバキアに帰国後、空手グループ　スラヴォイホローベチンを率い、100名以上の生徒を育成。

## ベルベットレボルーション（ビロード革命）の後
1986年チェコ科学アカデミーより 「独立学者」取得。
1991年、論文「数粒子物理学問題の研究への貢献」にて、DrSc取得。
1992年、「リーダー学者」取得。
1991年南カリフォルニア大学客員教授。1994年ミュンヘン工科大学客員教授。イタリア、ドイツ、フランス、ソビエト連邦においても共同研究を行った。
2015年、カレル大学理論物理研究所副所長。

## 家族
1974年、医師エバ プルフォバーと結婚。二人の娘イトカ（1975年）、オルガ（1978年）がいる。

## 研究成果
主なテーマは量子力学の衝突理論の応用であって、原子、分子物理で利用されている。特に積分方程式、リップマン‐シュウィンガー方程式、の数値解析方法を開発した。その連分数は篠川教授と開発され（1979年ー1981年）、現代まで衝突理論における過程で利用されている。 
1990年代の分子物理において、最も応用ができ、二原子分子と電子衝突の研究がされた。積分方程式アルゴリズムを用い、より速い衝突過程の断面積計算を可能とした。電子衝突における振動励起、捕獲解離の過程を計算し、ターゲットの分子は、ハロゲン化水素、水素分子等解析された。2000年、ホラーチェクグループができ、数値解析方法及び応用の研究を幅広く原子分子物理の方法を用い、天文学及び分子エレクトロニクス至るまで行われている。

## 奨励賞
1986年にチェコ文学ファンドの学術奨励賞を受け、そして2011年にカレル大学数学物理学部のメダル受賞。

## 発表論文
90以上の数値解析及び理論物理の論文の著者または共著者である。その論文は500以上の論文に引用されている。